# Simena luctifera
Simena luctifera är en fjärilsart som beskrevs av Walker 1856. Simena luctifera ingår i släktet Simena och familjen mätare. Inga underarter finns listade i Catalogue of Life.